# La Bastide-Puylaurent
La Bastide-Puylaurent is een gemeente in het Franse departement Lozère (regio Occitanie) en telt 157 inwoners (1999). De plaats maakt deel uit van het arrondissement Mende.

## Geografie
De oppervlakte van La Bastide-Puylaurent bedraagt 22,9 km², de bevolkingsdichtheid is 6,9 inwoners per km².

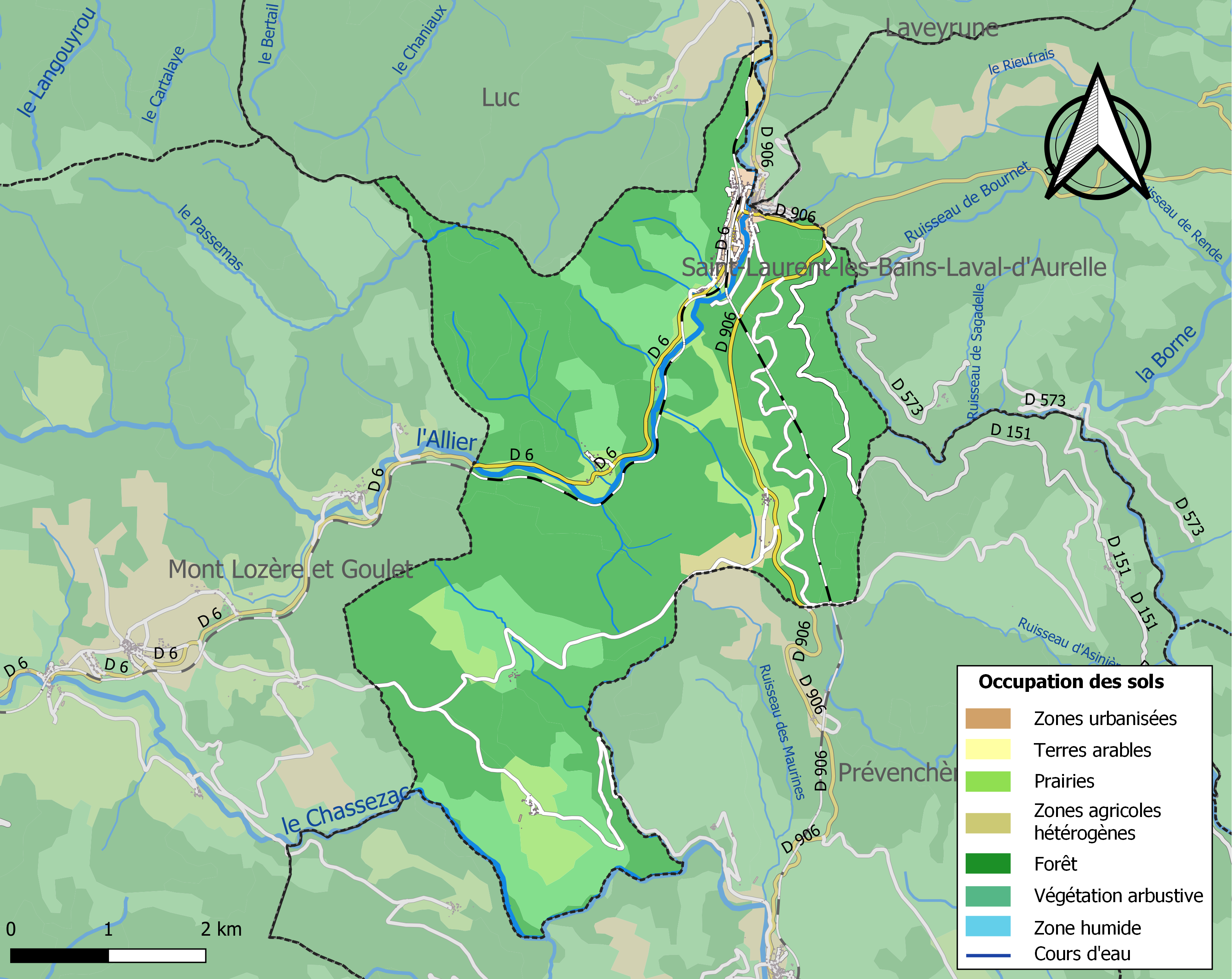
Kaart van de gemeente met de belangrijkste infrastructuur, bodemgebruik en omliggende gemeenten

## Verkeer
In de gemeente ligt het spoorwegstation La Bastide-Saint-Laurent-les-Bains.

## Demografie
Onderstaande figuur toont het verloop van het inwonertal (bron: INSEE-tellingen).